# Rosella Sensi

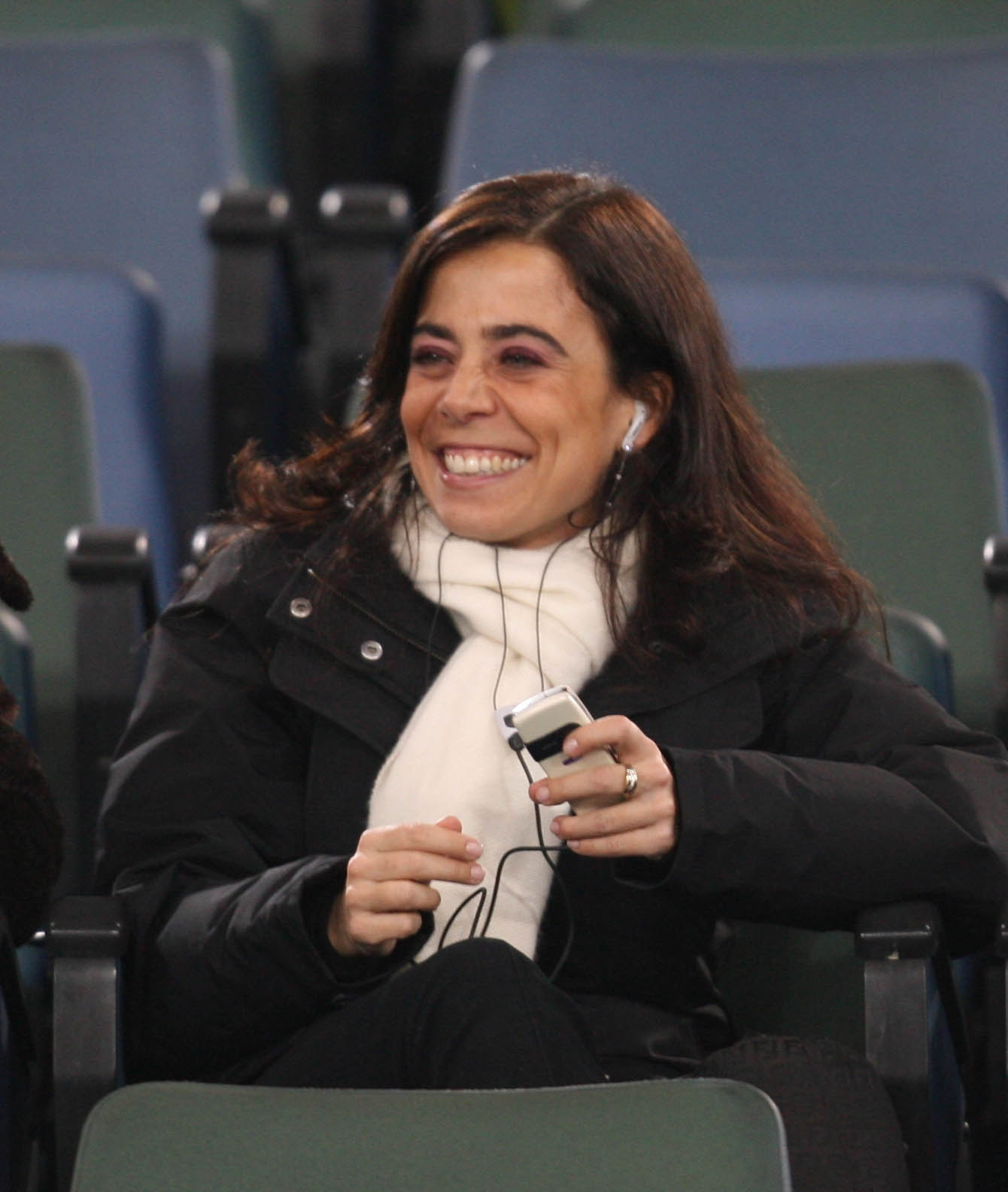
Rosella Sensi, 2006

Rosella Sensi (* 18. Dezember 1971 in Rom) war bis Juni 2011 Präsidentin des Fußballklubs AS Rom und ist die Tochter des ehemaligen Vereins-Präsidenten Franco Sensi.

## Leben
Sensi war eine der wenigen Frauen in einer wichtigen Position eines Topclubs in Europa. Nachdem der Verein – auch in internationalen Turnieren – nur mäßige Leistungen erbracht hatte und in kurzer Zeit mehrere Trainerwechsel erfolgt waren, versuchte Sensi, gemeinsam mit Trainer Claudio Ranieri die Mannschaft wieder auf Erfolgskurs zu bringen. Mit einem strikten Sparkurs schaffte sie es außerdem, den hochverschuldeten Verein langsam zurück in Richtung schwarze Zahlen zu führen, indem sie zum Beispiel für die Spieler – mit Ausnahme von Francesco Totti – eine Gehaltsobergrenze von 2,5 Millionen Euro festlegte. Sensi erklärte ihren Rücktritt, nachdem ein US-amerikanisches Konsortium um den Investor Thomas DiBenedetto die Aktienmehrheit am Verein erlangt hatte.

## Auszeichnungen
Für ihre Arbeit wurde sie 2007 zur dirigente sportiva des Jahres gewählt. 2013 wurde sie mit dem Internationalen Sonderpreis der Jury im Rahmen des Premio Alghero Donna geehrt.